# Bospop
Bospop is een jaarlijks muziekfestival dat gehouden wordt in Weert in de Nederlandse provincie Limburg. Het festival duurt drie dagen en heeft 3 podia. Het evenement trekt jaarlijks zo'n 50.000 bezoekers. De muziekgenres zijn overwegend popmuziek, rock, classic rock, hardrock en progressieve rock.  De algehele leiding van het festival ligt in handen van Peter Verkennis, directeur en tevens een van de oorspronkelijke oprichters van het festival.

## Geschiedenis

### 1980-1989
Bospop begon als initiatief van een groep jongeren uit Weert die regelmatig bijeenkwam in jongerencentrum De Bosuil. Zij organiseerden verschillende activiteiten, en besloten hier een festival voor lokale amateurbands aan toe te voegen. De eerste editie werd gehouden in 1981 met de naam Groot Weerter Popfestival. Binnen enkele jaren traden er niet enkel meer lokale amateurbands op, maar werden ook grote namen uit Nederland en België aan de speellijst toegevoegd. Zo wist het festival onder meer de  Amsterdamse hardrockband Fatal Flowers, de band Herman Brood and his Wild Romance en het Haagse Golden Earring aan te trekken. Aan het eind van het decennium was Bospop uitgegroeid tot een festival met twee amateurbands en verschillende grote namen uit heel Nederland. Het festival werd in die tijd gehouden in het openluchttheater De Lichtenberg.

### 1990-1999
In 1990 kon men inmiddels rekenen op zo'n twee à drieduizend bezoekers. De ambitie om verder te groeien, werd ingevuld door dat jaar in zee te gaan met boekingsbureau Mojo. Mede dankzij die hulp, en ter ere van het tienjarig bestaan, slaagde de organisatie van Bospop erin om twee bekende buitenlandse artiesten, Nils Lofgren en Ten Years After, naar het festival te halen. In 1992 wist de organisatie Fish nog te strikken, maar in 1993 kreeg Bospop de programmering met moeite rond. Zanger Van Morrison trok zijn eerdere toezegging in en The Tragically Hip zegde op het laatste moment af. Het aantal bezoekers was dat jaar uiteindelijk maar half zoveel als het jaar ervoor.
In 1994 werd gekozen voor een nieuwe opzet. Het inmiddels sterk vervallen openluchttheater De Lichtenberg werd verruild voor een nieuw en groter festivalterrein en er werd opnieuw samenwerking gezocht met Mojo. Op het sportpark Boshoven, het terrein van voetbalclub FC ODA, hoopte men zo'n tienduizend bezoekers te ontvangen. Naast het terrein verrees een camping en een grote parkeerplaats. Op de affiche stonden dat jaar The Prodigal Sons, Sjako!, Beverly Jo Scott, The Scabs, Grant Lee Buffalo, The Creeps en John Hiatt, en het festival zou worden afgesloten door Marillion. Ook zou het evenement deze keer slechts één dag duren. Het evenement wist uiteindelijk 4800 bezoekers te trekken. Dat waren er te weinig om uit de kosten te komen, maar de organisatie keek desondanks tevreden op het evenement terug.

### 2010-2019
Bospop ging zich na 2015 meer richten op artiesten die hun sporen verdiend hadden in de jaren 1980 en 1990. De reden was dat het steeds moeilijker werd oorspronkelijke spelers van classic rock te contracteren.

### 2023
De organisatie besloot, in samenspraak met de lokale autoriteiten, om de zondag te schrappen vanwege naderend onweer.

## Optredens sinds 2000
De bands worden in willekeurige volgorde genoemd.
| Editie      | Datum            | Podium        | Artiest / band |
| ----------- | ---------------- | ------------- | --- |
| Bospop 2000 | Zaterdag 8 juli  | Hoofdpodium   | Green Lizard, Kane, Dilana Smith, Paul Weller, De Dijk, Tower Of Power                                                                                        |
| Bospop 2000 | Zaterdag 8 juli  | Bluestent     | Marcel Scherpenzeel, Sugercane, Connie Lush, Drippin' Honey, Carl Verheijen                                                                                   |
| Bospop 2000 | Zondag 9 juli    | Hoofdpodium   | After Forever, Within Temptation, Spock's Beard, Anathema, Rowwen Hèze, Lukather & Winter, Joe Satriani, Dream Theater                                        |
| Bospop 2000 | Zondag 9 juli    | Bluestent     | Ana Popovic Band, Cindy Peress & Band, Mason Casey, Matt Minglewood, AM5, Tinos Gonzales                                                                      |
| Bospop 2000 | Zondag 9 juli    | Rocktent      | Arabesque, Henk Janssen, Hangnail, Orange Goblin, Vanden Plas, The Flower Kings, Clutch                                                                       |
| Bospop 2001 | Vrijdag 13 juli  | Hoofdpodium   | Palace Of The Brave, Beam, Ilse DeLange, Venice, Anouk, The Black Crowes                                                                                      |
| Bospop 2001 | Vrijdag 13 juli  | Female Stage  | Kaja, Birgit Schuurman, Peppercorn, Ellen ten Damme, Judith                                                                                                   |
| Bospop 2001 | Zaterdag 14 juli | Hoofdpodium   | Superfly 69, Nashville Pussy, Paradise Lost, De Heideroosjes, Pendragon, Living Colour, Savatage, Megadeth                                                    |
| Bospop 2001 | Zaterdag 14 juli | Rockstage     | Ricocher, Toyz, House O Flies, Porcupine Tree, Vengeance, Treshold, Apocalyptica, After Forever                                                               |
| Bospop 2001 | Zaterdag 14 juli | Blues Stage   | Starfish Bowl, Lance Keltner, Cuban Heels, Parker's Alibi, Marcus Malone, Aynsley Lister, Jon Amor                                                            |
| Bospop 2002 | Vrijdag 12 juli  | Hoofdpodium   | Fools Fatal, Van Dik Hout, Venice, Willy Deville & Band, Toto, UB40                                                                                           |
| Bospop 2002 | Vrijdag 12 juli  | Tent          | Wealthy Beggar, DI-RECT, Rosemary's Sons, Def P & Beatbusters, Dan Baird & Friends, Fish                                                                      |
| Bospop 2002 | Zaterdag 13 juli | Hoofdpodium   | Raging Speedhorn, Silkstone, In Extremo, Moonspell, Suicidal Tendencies, Kane, Therapy?, Bush                                                                 |
| Bospop 2002 | Zaterdag 13 juli | Rockstage     | Agitator, Brainstorm, Pro-Pain, Bigelf, The Quill, Blood Or Whiskey, Australian Nirvana, My Dying Bride                                                       |
| Bospop 2003 | Vrijdag 11 juli  | Hoofdpodium   | Action in DC, Ten Years After, Saxon, DIO, Motörhead, ZZ Top                                                                                                  |
| Bospop 2003 | Vrijdag 11 juli  | Rockstage     | Sleazy Dreams, Tacker, Jovink (en de Voederbietels), Subway To Sally, Danko Jones, Bonnie Raitt                                                               |
| Bospop 2003 | Zaterdag 12 juli | Hoofdpodium   | Intwine, Ilse DeLange, 16 Down, BLØF, Anouk, INXS, Simple Minds                                                                                               |
| Bospop 2003 | Zaterdag 12 juli | Rockstage     | Slow Poke Rodrigo, BR5-49, Spanner, Daniël Lohues, The Gathering, The Alarm, HIM                                                                              |
| Bospop 2004 | Donderdag 8 juli | Hoofdpodium   | Novastar, The Doors of the 21st Century |
| Bospop 2004 | Vrijdag 9 juli   | Hoofdpodium   | Deep Purple, Status Quo, Cheap Trick, Thunder, Gotthard, Vernon Reid                                                                                          |
| Bospop 2004 | Vrijdag 9 juli   | Rockstage     | Anthrax, Wishbone Ash, Rose Tattoo, Adler's Appetite, Raging Slab, Supergum                                                                                   |
| Bospop 2004 | Zaterdag 10 juli | Hoofdpodium   | Zucchero, Todd Rundgren, BLØF, Patti Smith, Solomon Burke, DI-RECT, Beef                                                                                      |
| Bospop 2004 | Zaterdag 10 juli | Rockstage     | Little Feat, John Mayall & The Bluesbreakers, Walter Trout & The Radicals, Wilco, Echo & Bunnyman, Imperial Crowns, The Sheer                                 |
| Bospop 2005 | Zaterdag 2 juli  | Hoofdpodium   | Joe Cocker, Roger Hodgson, Marillion, Uriah Heep, Steve Lukather, Peter Frampton, V-Male                                                                      |
| Bospop 2005 | Zaterdag 2 juli  | Tent          | De Dijk, Hayseed Dixie, Last Supper, The Sheer, Vido, Cannery Row                                                                                             |
| Bospop 2005 | Zondag 3 juli    | Hoofdpodium   | Iron Maiden, Y&T, Within Temptation, Masterplan, In Extremo, Dragon Force, SQY Rocking Team                                                                   |
| Bospop 2005 | Zondag 3 juli    | Tent          | Porcupine Tree, My Dying Bride, Overkill, Mastodon, White Cowbell Oklahoma, Action in DC                                                                      |
| Bospop 2006 | Vrijdag 7 juli   | Hoofdpodium   | Fiction Plane, The Charlatans, Sting |
| Bospop 2006 | Zaterdag 8 juli  | Hoofdpodium   | Nada Surf, Living Colour, Gabriel Ríos, Starsailor, Beth Hart, Anouk, Simple Minds                                                                            |
| Bospop 2006 | Zaterdag 8 juli  | Tent          | The Mad Trist, Daize Shayne, Popa Chubby, Stream Of Passion, Glenn Hughes (Deep Purple), The Alan Parsons Project                                             |
| Bospop 2006 | Zondag 9 juli    | Hoofdpodium   | Steve Harley & Cockney Rebel, Racoon, Gov't Mule, Joe Jackson, The Tragically Hip, Roxy Music, Simply Red                                                     |
| Bospop 2006 | Zondag 9 juli    | Tent          | Julian Sas Band, Jon Amor & Double Brown, Eric Gales, Rob Tognoni, Susan Tedeschi, The Waterboys                                                              |
| Bospop 2007 | Zaterdag 7 juli  | Hoofdpodium   | Angelo Kelly, VanVelzen, Kim Wilde, Ilse de Lange, Blondie, BLØF, Joe Cocker                                                                                  |
| Bospop 2007 | Zaterdag 7 juli  | Tent          | 21 Eyes of ruby, Blowbeat, The Answer, The Hooters, Venice, The Scene                                                                                         |
| Bospop 2007 | Zondag 8 juli    | Hoofdpodium   | Reamonn, Cake, Thunder, The Waterboys, Paul Rodgers, Gary Moore, John Fogerty                                                                                 |
| Bospop 2007 | Zondag 8 juli    | Tent          | Connie Lush Blues Shouter, The Yayhoos, Eric Sardinas, Marc Ford, Joe Bonamassa, John Mayall                                                                  |
| Bospop 2008 | Vrijdag 11 juli  | Hoofdpodium   | Neil Young (hoofdartiest), Ryan Bingham & the Dead horses, Everest, The Waterboys                                                                             |
| Bospop 2008 | Zaterdag 12 juli | Hoofdpodium   | Stevie Ann, The Bangles, Racoon, Steve Lukather, Crowded House, Mick Hucknall: a tribute to Bobby ‘Blue’ Bland, Santana                                       |
| Bospop 2008 | Zaterdag 12 juli | Tent          | Tantrum, Jimmy Bowskill, Danny Bryant, The Hands Me Wowns, Mick Taylor & Barry McCabe, Buddy Guy                                                              |
| Bospop 2008 | Zondag 13 juli   | Hoofdpodium   | Leaf, Subway to Sally, Thin Lizzy, Danko Jones, Apocalyptica, Ted Nugent, Europe, ZZ Top                                                                      |
| Bospop 2008 | Zondag 13 juli   | Tent          | Wide Open, Dana Fuchs, Anathema, Riverside, Opeth, Dickey Betts & Great Southern, Little Feat                                                                 |
| Bospop 2009 | Zaterdag 11 juli | Hoofdpodium   | Simon McBride, Saint Jude, Novastar, Guus Meeuwis, Fun Lovin' Criminals, Guano Apes, Foreigner                                                                |
| Bospop 2009 | Zaterdag 11 juli | Tent          | The Brew, Bernard Allison, Drive Like Maria, Tim Christensen, Rowwen Hèze, Ryan Shaw                                                                          |
| Bospop 2009 | Zondag 12 juli   | Hoofdpodium   | The Sheer, Fiction Plane, Beth Hart, Jeff Beck, Queensryche, Chickenfoot, The Australian Pink Floyd Show                                                      |
| Bospop 2009 | Zondag 12 juli   | Tent          | Pronghorn, Triggerfinger, Stahlzeit, Tesla, Lucinda Williams, Paul Carrack                                                                                    |
| Bospop 2010 | Zaterdag 10 juli | Hoofdpodium   | The New Shining, Jimmie Vaughan, Saybia, De Dijk, The Cranberries, Crosby, Stills & Nash, John Fogerty                                                        |
| Bospop 2010 | Zaterdag 10 juli | Tent          | Freestroke, Guy Forsyth & Band, Cuby and the Blizzards, Jason Ricci & New Blood, The Hoax, Southside Johnny & the Asbury Jukes, Heather Nova                  |
| Bospop 2010 | Zondag 11 juli   | Hoofdpodium   | The 1.90’s, Texas Hippie Coalition, Uriah Heep, Twisted Sister, Status Quo, Billy Idol, Toto                                                                  |
| Bospop 2010 | Zondag 11 juli   | Tent          | Nicolie Fermie, Anvil, Michael Schenker Group, Taylor Hawkins & the Coattail Riders, Dweezil Zappa speelt Zappa, Ray Manzarek & Robbie Krieger, van the Doors |
| Bospop 2011 | Vrijdag 8 juli   | Hoofdpodium   | The 101's, Gianna Nannini, Foreigner, The Faces featuring Mick Hucknall, Journey, Joe Cocker                                                                  |
| Bospop 2011 | Vrijdag 8 juli   | Tent          | The Resistance Plot, Yasmin, The Answer, Rival Sons, Texas |
| Bospop 2011 | Zaterdag 9 juli  | Hoofdpodium   | The Dirty Denims, Coldplace, KT Tunstall, Ringo Starr And His All Starr Band, Brian Setzer’s Rockabilly Riot, Roxette, Anouk                                  |
| Bospop 2011 | Zaterdag 9 juli  | Tent          | Harrie & De Gebroeëke Zwiêgelkes, Serena Pryne, The Ultimate Eagles, The Bosshoss, Gregg Allman Band, Roger Hodgson & Band                                    |
| Bospop 2011 | Zondag 10 juli   | Hoofdpodium   | Vanderbuyst, Malina Moye, Jimmy Barnes, Triggerfinger, Thin Lizzy, Black Country Communion, Dream Theater                                                     |
| Bospop 2011 | Zondag 10 juli   | Tent          | Stefan Schill, The Juke Joints, Popa Chubby, Philip Sayce, Walter Trout, Riverside                                                                            |
| Bospop 2012 | Zaterdag 7 juli  | Hoofdpodium   | Black-Bone, Seether, Beth Hart, Ed Kowalczyk, Wolfmother, Chris Cornell, Lenny Kravitz                                                                        |
| Bospop 2012 | Zaterdag 7 juli  | Tent          | Vintage Trouble, The Union, Eli 'Paperboy' Reed, Trombone Shorty, Los Lobos, Los Lonely Boys                                                                  |
| Bospop 2012 | Zondag 8 juli    | Hoofdpodium   | Powerslave, Jonas & The Massive Attraction, Patty Smith, Tom Jones, The Cult, Gavin DeGraw, Alanis Morissette                                                 |
| Bospop 2012 | Zondag 8 juli    | Tent          | The Dunwells, DeWolff, Kenny Wayne Shepherd, Adrenaline Mob, Opeth, The Waterboys                                                                             |
| Bospop 2013 | Zaterdag 13 juli | Hoofdpodium   | The Jacks, The Dutch Eagles, Racoon, Amy Macdonald, Roger Hodgson & Band, Crosby, Stills & Nash                                                               |
| Bospop 2013 | Zaterdag 13 juli | Tent          | The Pink Floyd Sound, Monophonics, JJ Grey & Mofro, Dana Fuchs Band, Rowwen Hèze                                                                              |
| Bospop 2013 | Zondag 14 juli   | Hoofdpodium   | Smalltown Nobodies, Kitty, Daisy & Lewis, Within Temptation, George Thorogood & The Destroyers, Golden Earring, ZZ Top                                        |
| Bospop 2013 | Zondag 14 juli   | Tent          | BloYaTop, Tim Christensen & the Damn Crystals, The Fabulous Thunderbirds, Thunder, Steven Wilson                                                              |
| Bospop 2014 | Zaterdag 12 juli | Hoofdpodium   | Simple Minds, BLØF, Fun Lovin' Criminals, Venice, The Alarm, Heritage Blues Orchestra, The Straits, Kovacs, Sven Hammond Soul, The Phermones, Eric Steckel    |
| Bospop 2014 | Zondag 13 juli   | Hoofdpodium   | John Fogerty, Triggerfinger, Extreme, Paul Carrack, Southside Johnny and the Asbury Jukes, The Winery Dogs etc.                                               |
| Bospop 2015 | Zaterdag 11 juli | Hoofdpodium   | Navarone, Racoon, Anastacia, Melissa Etheridge, Gary Clark Jr., Ed Kowalczyk, ZZ Top                                                                          |
| Bospop 2015 | Zaterdag 11 juli | Tent          | Luminize, Layla Zoe, Band of Friends, Fish, Novastar, Caro Emerald                                                                                            |
| Bospop 2015 | Zondag 12 juli   | Hoofdpodium   | Pauw, The London Souls, Black Label Society, Jools Holland and His Rhythm & Blues Orchestra, Europe, Dream Theater, Steven Wilson                             |
| Bospop 2015 | Zondag 12 juli   | Tent          | The Gentle Storm, Danko Jones, Dizzy Mizz Lizzy, Thunder, Anathema                                                                                            |
| Bospop 2016 | Zaterdag 9 juli  | Hoofdpodium   | Nena (hoofdartiest), Midas and band-friends, Vido and the Sint Antonius orchestra, Eisbrecher, The Waterboys, Flogging Molly, The Cranberries, Seal           |
| Bospop 2016 | Zaterdag 9 juli  | Tent          | Selah Sue, DeWolff, Maria Mena, Walter Trout, Kovacs |
| Bospop 2016 | Zondag 10 juli   | Hoofdpodium   | Kensington (hoofdartiest), CC Smugglers, Trixie Whitley, The Counting Crows, Elvis Costello, The Mavericks, Santana                                           |
| Bospop 2016 | Zondag 10 juli   | Tent          | K's Choice, Def Americans, The Howlin’, SIMO, The Boss Hoss, Steve Vai                                                                                        |
| Bospop 2017 | Zaterdag 8 juli  | Hoofdpodium   | Doe Maar (hoofdartiest), Beth Hart, The Pretenders, Vintage Trouble, BLØF, Black Star Riders, Stevie Nimmo Trio                                               |
| Bospop 2017 | Zaterdag 8 juli  | Tent          | The Magpie Salute, Tyler Bryant and the Shakedown, Delv!s, The Black Sorrows                                                                                  |
| Bospop 2017 | Zondag 9 juli    | Hoofdpodium   | Madness (hoofdartiest), Anouk, Dropkick Murphys, Anastacia, Wolfmother, Therapy?, The Sore Losers                                                             |
| Bospop 2017 | Zondag 9 juli    | Tent          | Supertramp's Roger Hodgson, Gogol Bordello, Airbourne, My Baby                                                                                                |
| Bospop 2018 | Zaterdag 14 juli | Hoofdpodium   | Simple Minds (hoofdartiest), A-Ha, UB40, Gary Clark Jr, Racoon, John Hiatt, Con Brio                                                                          |
| Bospop 2018 | Zaterdag 14 juli | Tent          | The Mavericks, Paul Carrack, Venice, Steve Earle, Graveyard, The Band of Heathens                                                                             |
| Bospop 2018 | Zondag 15 juli   | Hoofdpodium   | Zucchero (hoofdartiest), Live, Billy Idol, Novastar, Colin Macleod, The Cadillac Three, Jetbone                                                               |
| Bospop 2018 | Zondag 15 juli   | Tent          | Southside Johnny & the Asbury Jukes, Jonathan Jeremiah, Lukas Nelson & the Promise of the Real, Particle Kid, King King, Nona                                 |
| Bospop 2019 | Vrijdag 12 juli  | Hoofdpodium   | Toto (hoofdartiest), Richard Ashcroft, James Morrison, Matt Simons                                                                                            |
| Bospop 2019 | Vrijdag 12 juli  | Tent          | Kodaline, The Charlatans, My Baby, Wille & the Bandits |
| Bospop 2019 | Zaterdag 13 juli | Hoofdpodium   | John Fogerty (hoofdartiest), Skunk Anansie, Flogging Molly, Daryl Hall & John Oates, The Cat Empire, Living Colour, Cordovas                                  |
| Bospop 2019 | Zaterdag 13 juli | Tent          | John Butler Trio, Danny Vera, Kovács, Jimmy Barnes, The Doors Alive, The Lachy Doley Group                                                                    |
| Bospop 2019 | Zondag 14 juli   | Hoofdpodium   | Nile Rodgers & Chic, The Specials, Joe Jackson, Rowwen Hèze, Foreigner, Level 42, Jessica Wilde                                                               |
| Bospop 2019 | Zondag 14 juli   | Tent          | Al McKay's Earth, Wind & Fire Experience, Chris Robinson Brotherhood, Rival Sons, The White Buffalo, Marc Broussard                                           |
| Bospop 2022 | Vrijdag 8 juli   | Hoofdpodium   | Skunk Anansie (hoofdartiest), Melissa Etheridge, Jett Rebel, Neal Francis, CORY HENRY & THE FUNK APOSTLES, Inge van Calkar                                    |
| Bospop 2022 | Vrijdag 8 juli   | Tent          | Level 42, White Lies, The Struts, Mell & Vintage Future, Gary Moore Tribute Band                                                                              |
| Bospop 2022 | Zaterdag 9 juli  | Hoofdpodium   | Sting (hoofdartiest), Passenger, Amy Macdonald, Heather Nova, Paul Carrack, Neal Francis, Parris                                                              |
| Bospop 2022 | Zaterdag 9 juli  | Tent          | De Dijk, Steve Vai, Dizzy Mizz Lizzy, The Record Company, Träcksäck, Gin Lady                                                                                 |
| Bospop 2022 | Zondag 10 juli   | Hoofdpodium   | Kensington (hoofdartiest), Beth Hart, BLØF, Juanes, Seasick Steve, Yola, Goodbye June                                                                         |
| Bospop 2022 | Zondag 10 juli   | Tent          | The Devon Allman Project, Walter Trout, Son Mieux, Larkin Poe, Sloper, Robert John & The Wreck                                                                |
| Bospop 2023 | Vrijdag 7 juli   | Hoofdpodium   | Simply Red (hoofdartiest), Rag'n'Bone Man, Clouseau |
| Bospop 2023 | Vrijdag 7 juli   | Tent          | The Analogues, BZB, Daan |
| Bospop 2023 | Zaterdag 8 juli  | Hoofdpodium   | Porcupine Tree (hoofdartiest), +Live+, Nile Rodgers & Chic, Rowwen Hèze                                                                                       |
| Bospop 2023 | Zaterdag 8 juli  | Tent          | Riverside, Ray Wilson, The White Buffalo, Stahlzeit |
| Bospop 2023 | Zondag 9 juli    | Hoofdpodium   | Zucchero (hoofdartiest), Joe Bonamassa, Racoon, DI-RECT, Billy F Gibbons                                                                                      |
| Bospop 2023 | Zondag 9 juli    | Tent          | The Waterboys, Son Mieux, The BossHoss |
| Bospop 2024 | Vrijdag 12 juli  | Hoofdpodium   | John Fogerty (hoofdartiest), Alice Cooper, Heart, Patti Smith Quartet, Smash into Pieces                                                                      |
| Bospop 2024 | Vrijdag 12 juli  | Tent          | Helmut Lotti goes metal, Robert John & The Wreck, Mike Farris & band                                                                                          |
| Bospop 2024 | Vrijdag 12 juli  | Jupiler Stage | Made in Purple, Julian Sas Band, Mr. Moto |
| Bospop 2024 | Zaterdag 13 juli | Hoofdpodium   | Zucchero (hoofdartiest), Racoon, James Blunt, Gogol Bordello, Mell VF, Boaz                                                                                   |
| Bospop 2024 | Zaterdag 13 juli | Tent          | Lex Uiting, The Legend of Springsteen, Metejoor, Nevenproject, Harry en de Gebroeëke Zwiêgelkes                                                               |
| Bospop 2024 | Zaterdag 13 juli | Jupiler Stage | Sjako, Stevie Ray Vaughan, The Fortunate Sons, The Waiting, Coldplace                                                                                         |
| Bospop 2024 | Zondag 14 juli   | Hoofdpodium   | Toto (hoofdartiest), DI-RECT, The Waterboys, Son Mieux, Southside Johnny & The Asbury Jukes, Leif de Leeuw Band                                               |
| Bospop 2024 | Zondag 14 juli   | Tent          | Christone "Kingfish" Ingram, Dewolff, Rival Sons, King King, The Scratch, The Damn Truth                                                                      |
| Bospop 2024 | Zondag 14 juli   | Jupiler Stage | The Dreadnoughts, Tim Christensen, The Cinelli Brothers, Tim Akkerman & The Ivy League, Vido                                                                  |

## Foto's

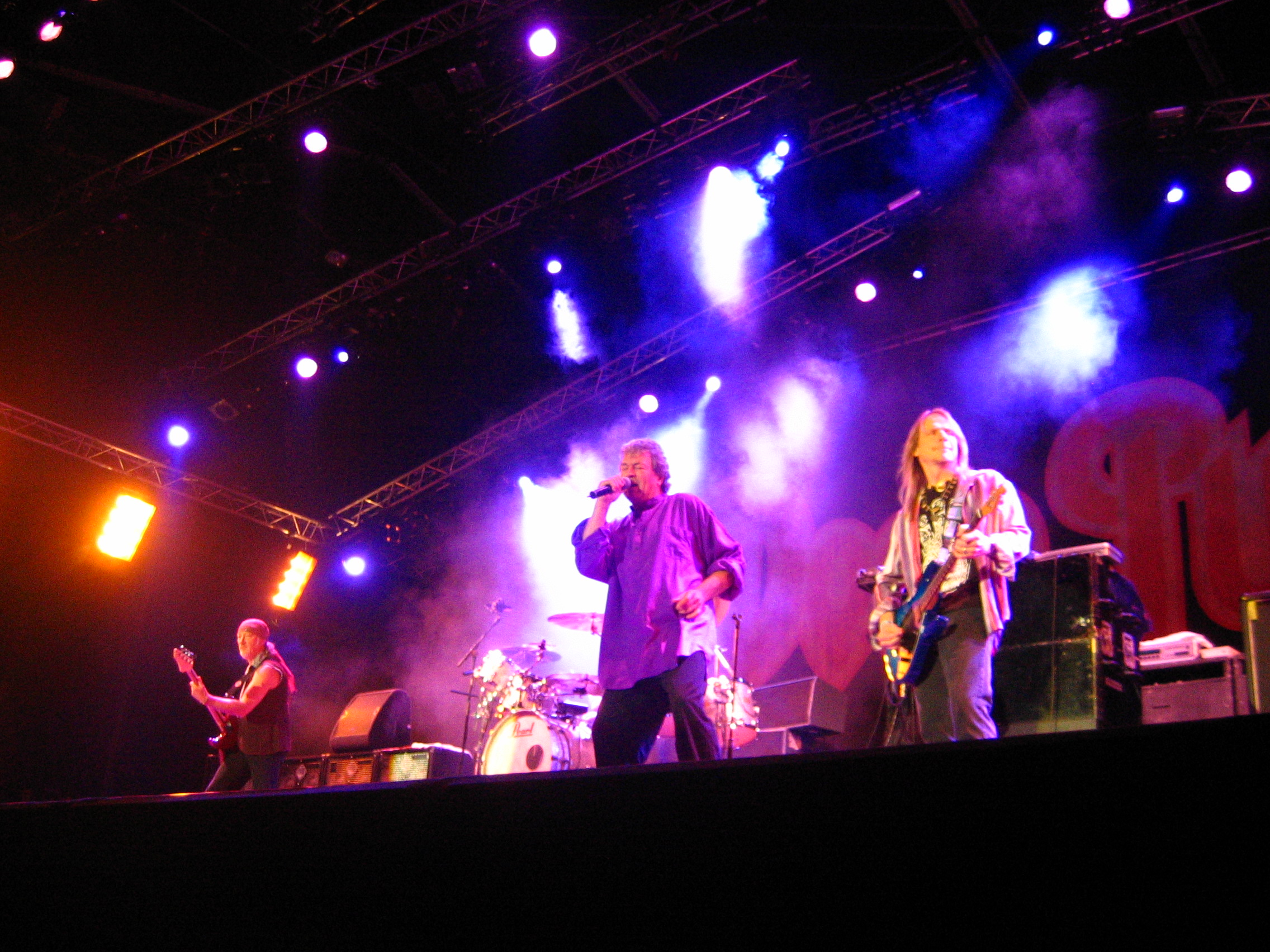
Deep Purple, 2004
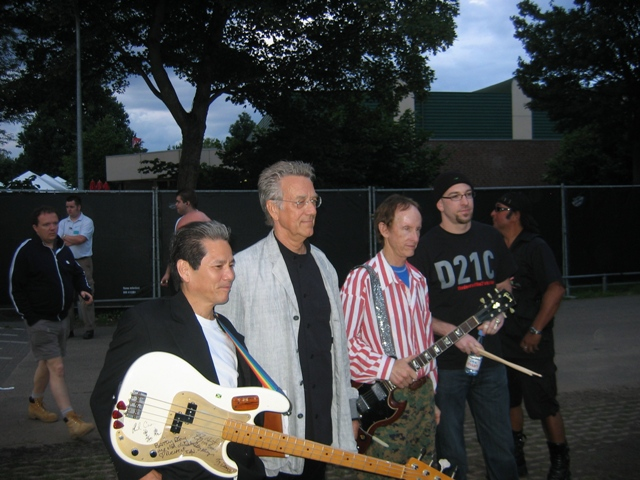
The Doors of the 21st Century, 2004
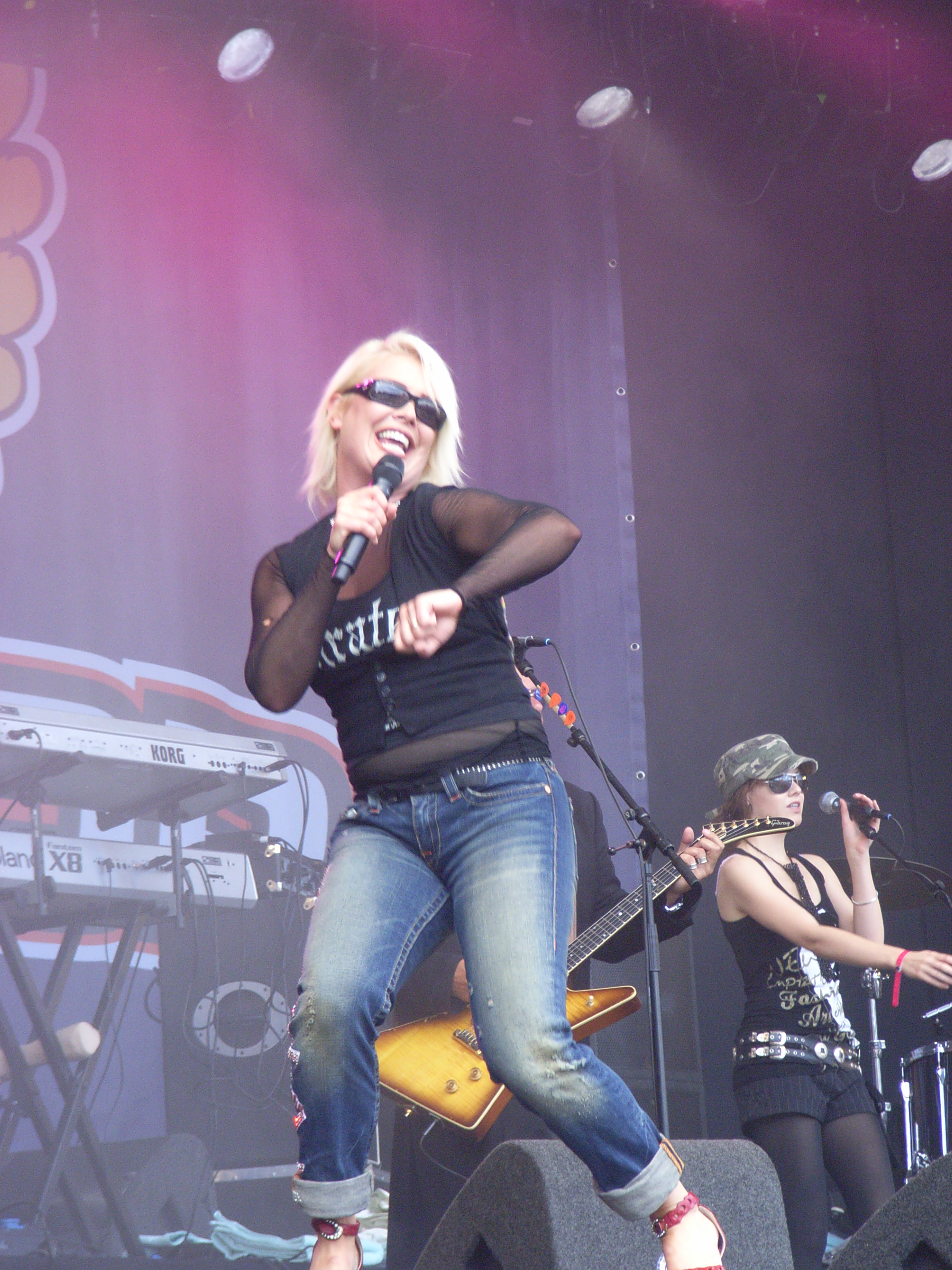
Kim Wilde, 2007
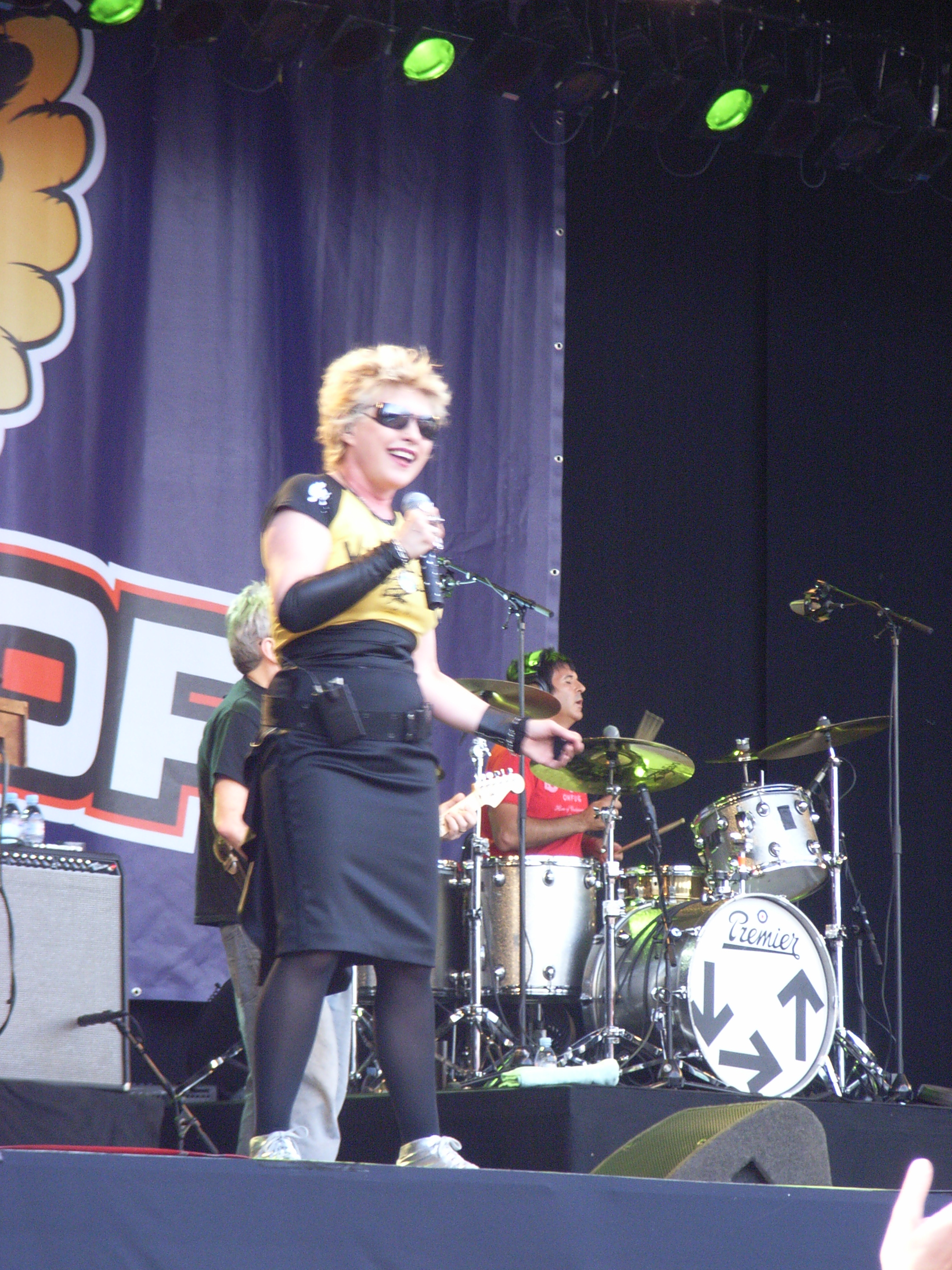
Blondie, 2007
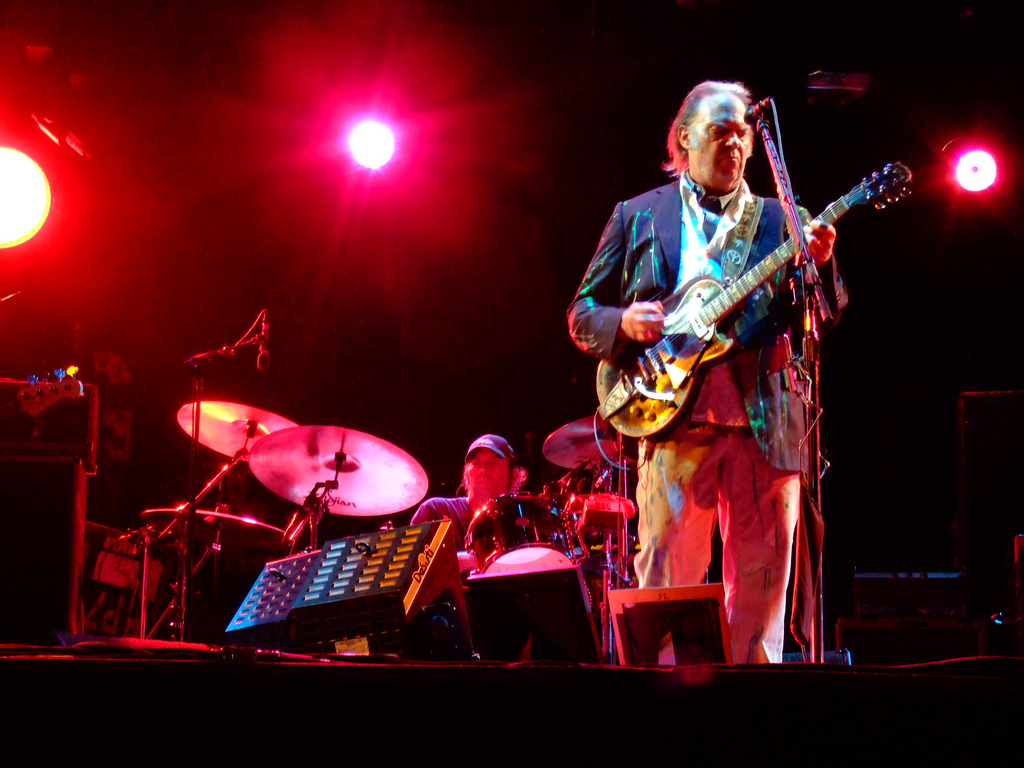
Neil Young, 2008
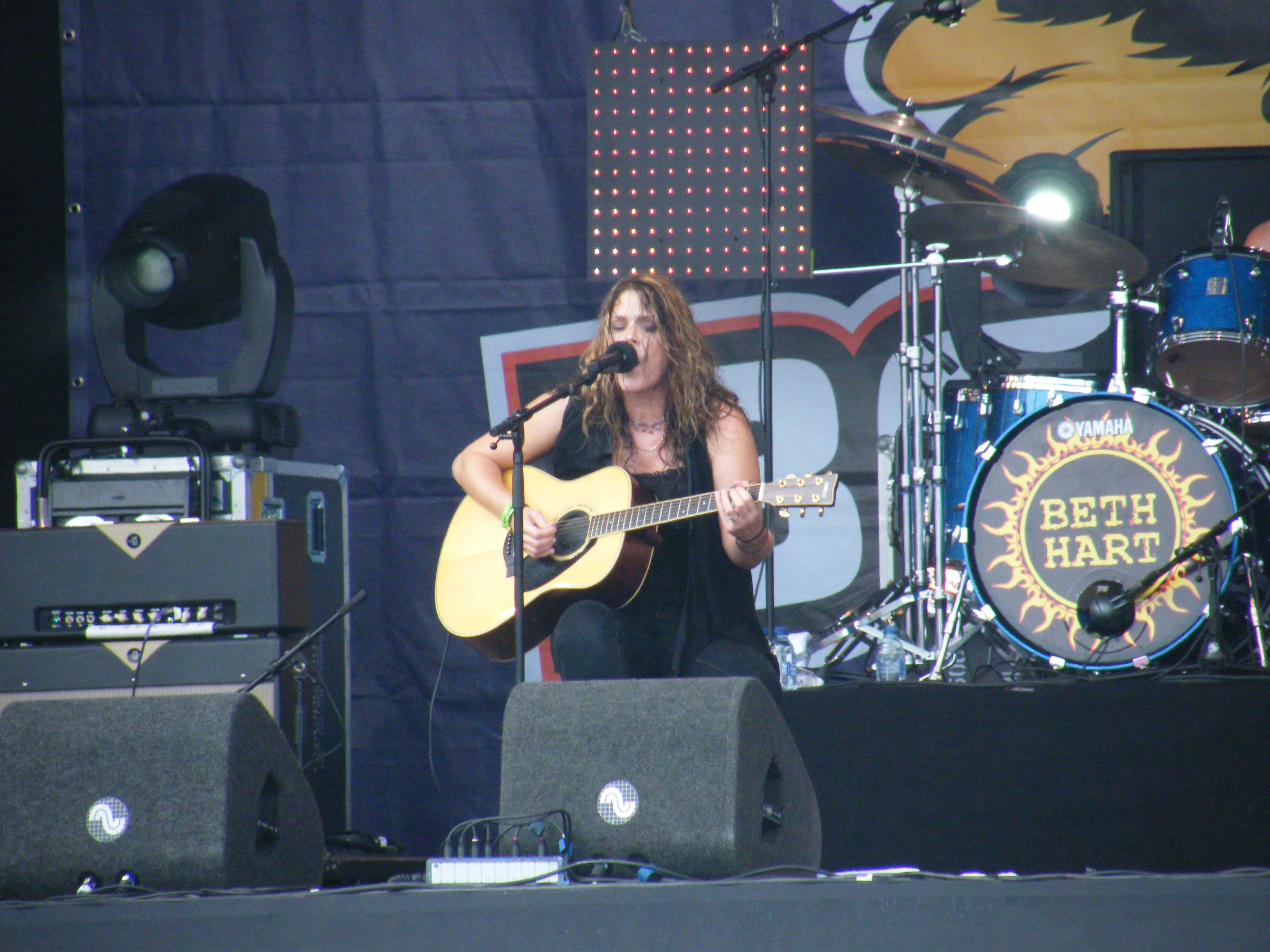
Beth Hart, 2009
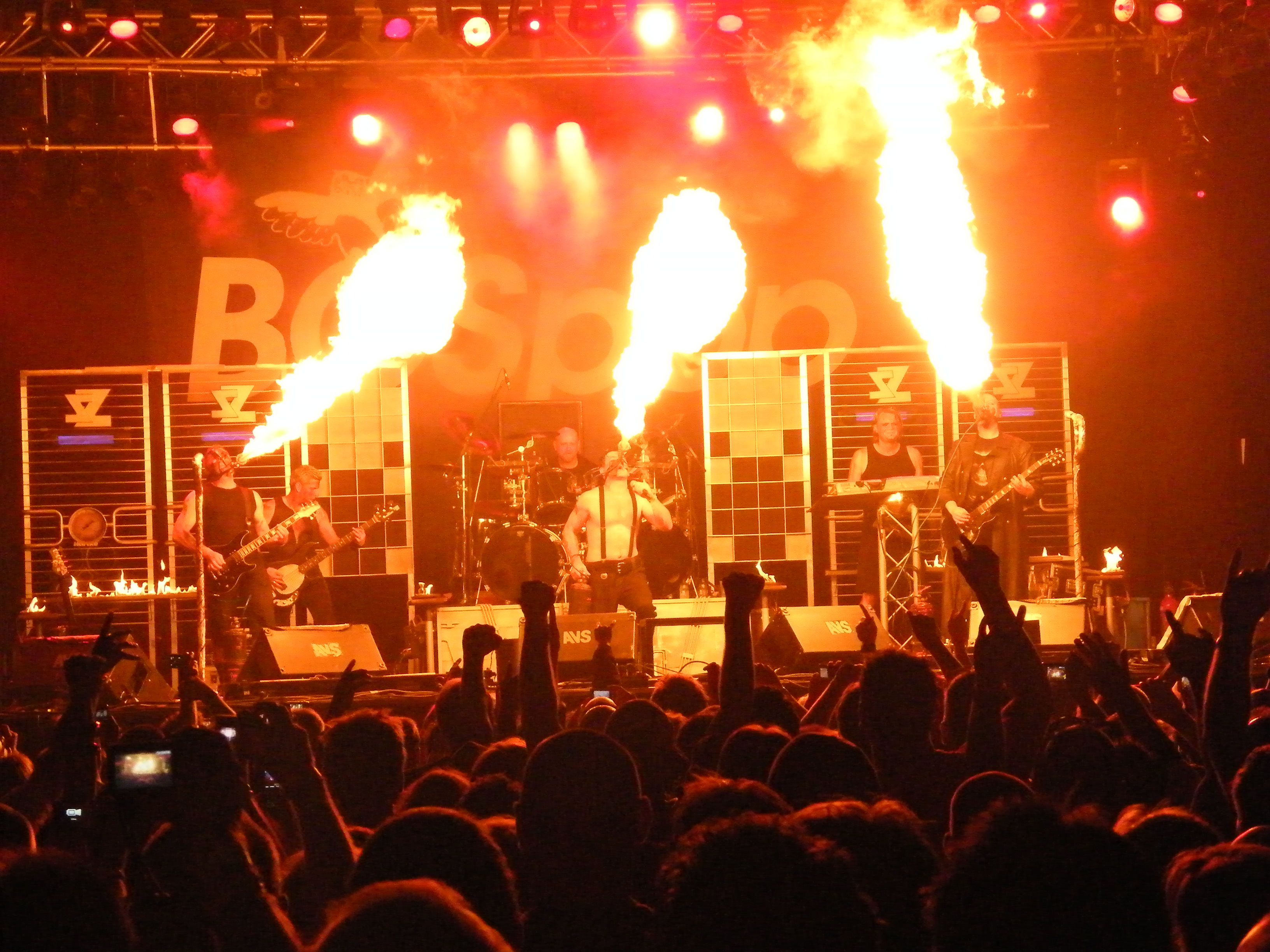
Stahlzeit, 2009
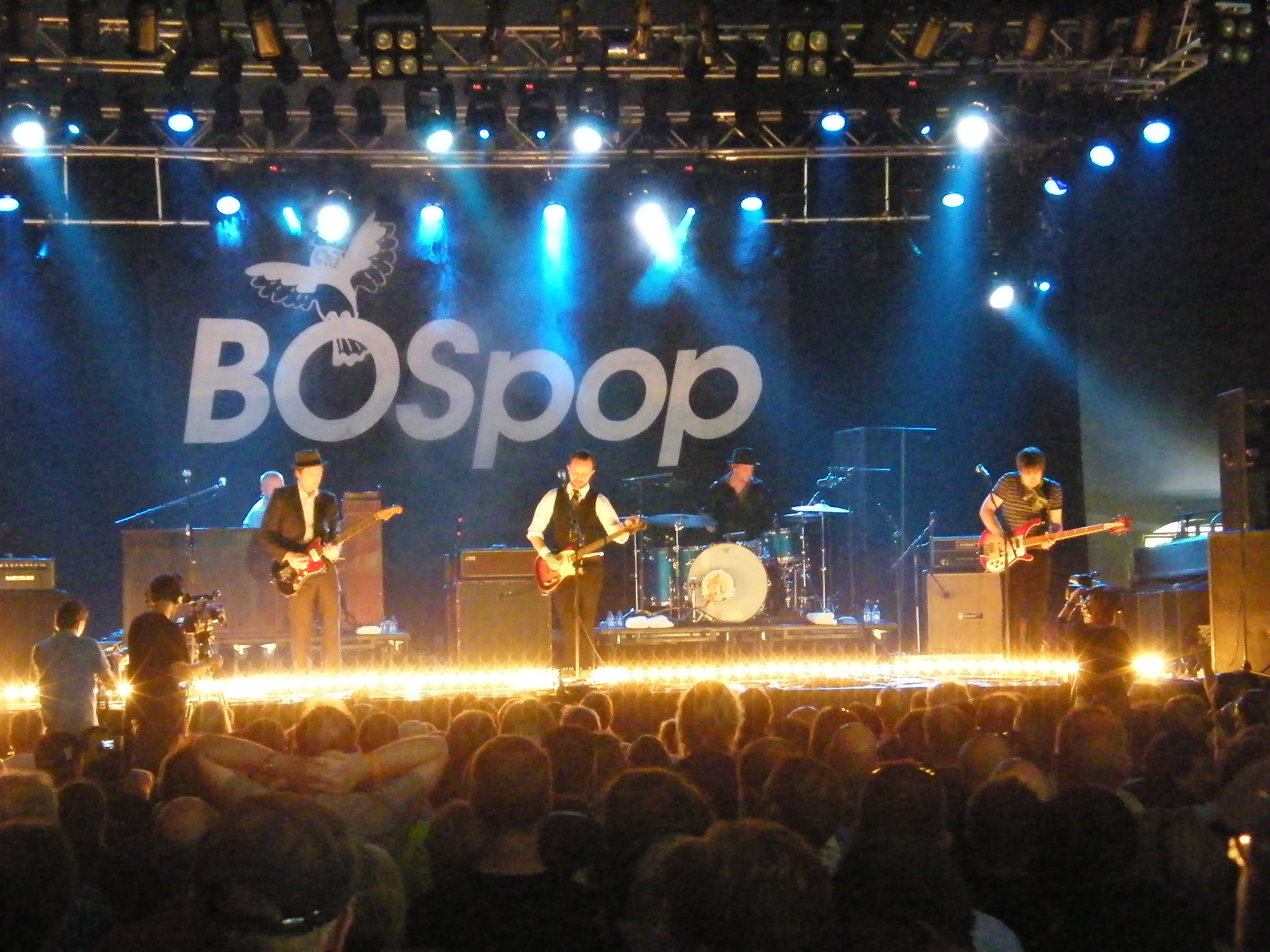
Tim Christensen, 2009
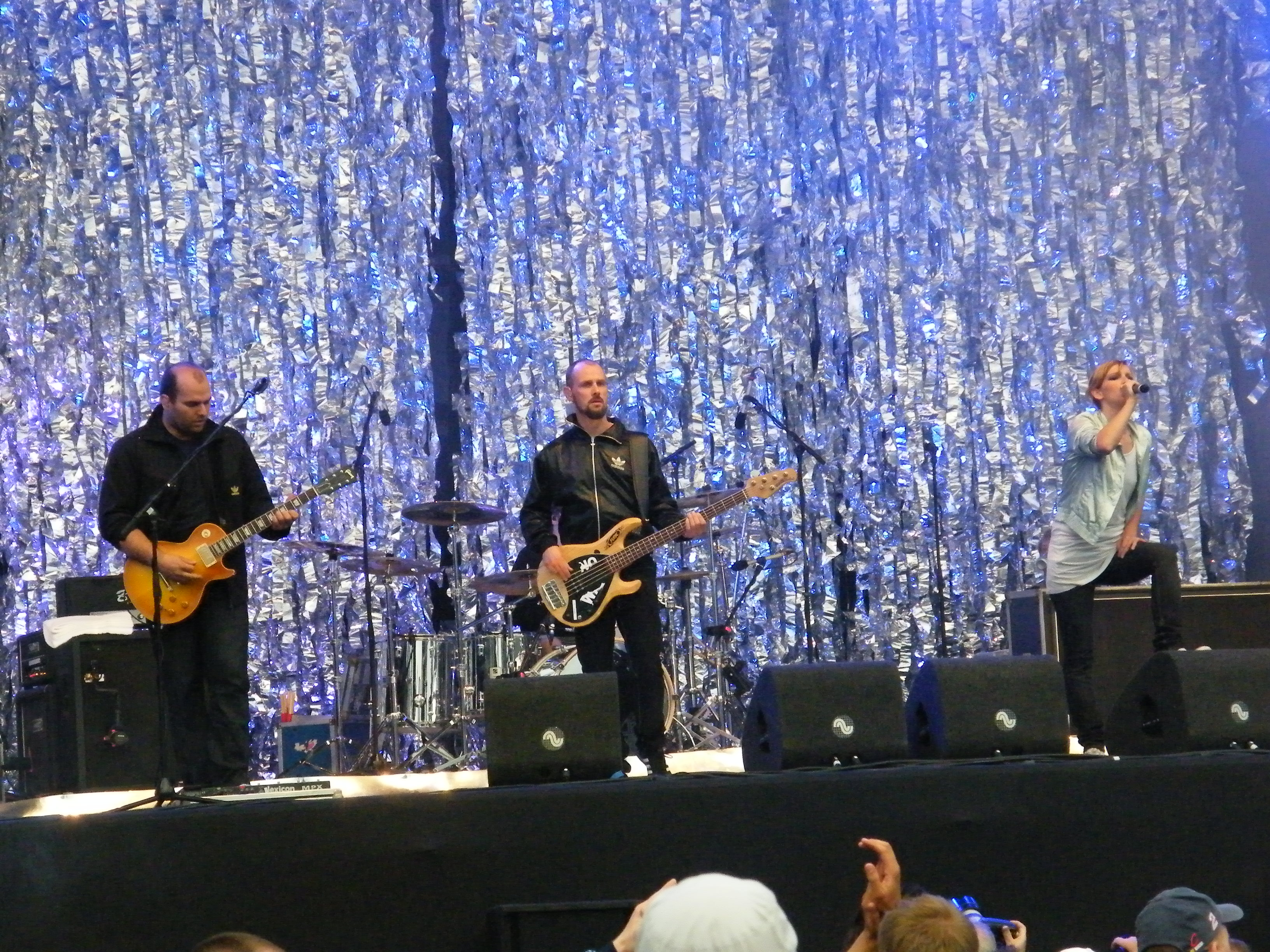
Guano Apes, 2009
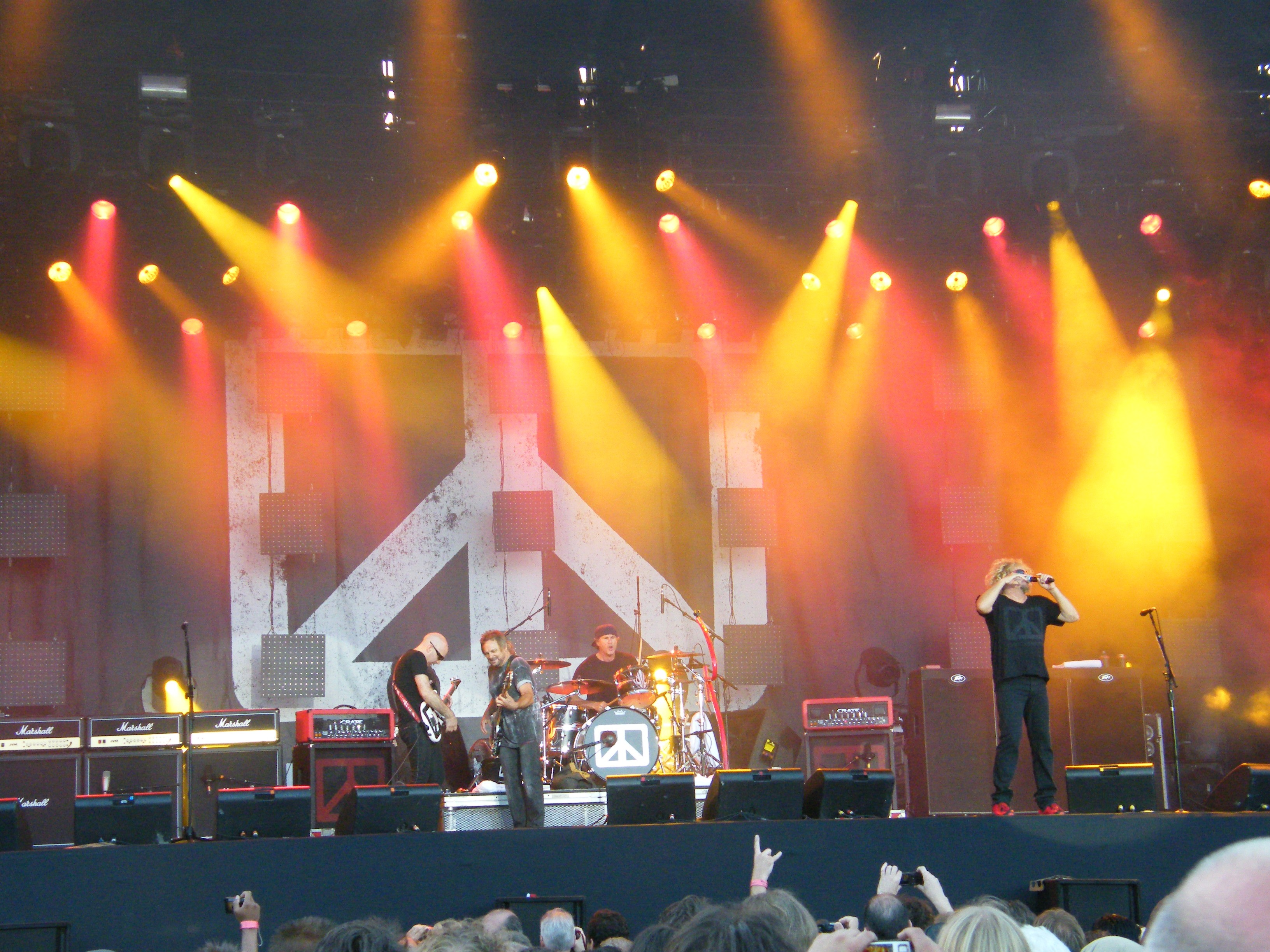
Chickenfoot, 2009
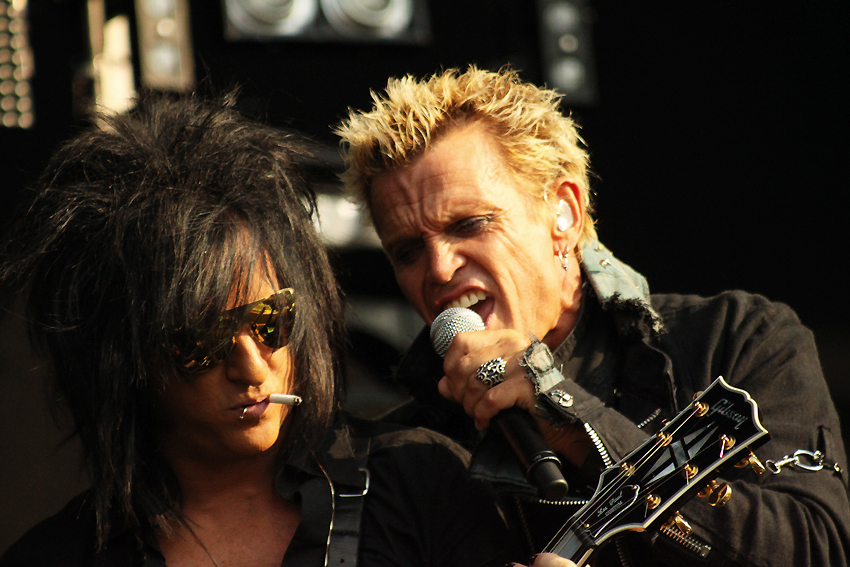
Steve Stevens en Billy Idol, 2010
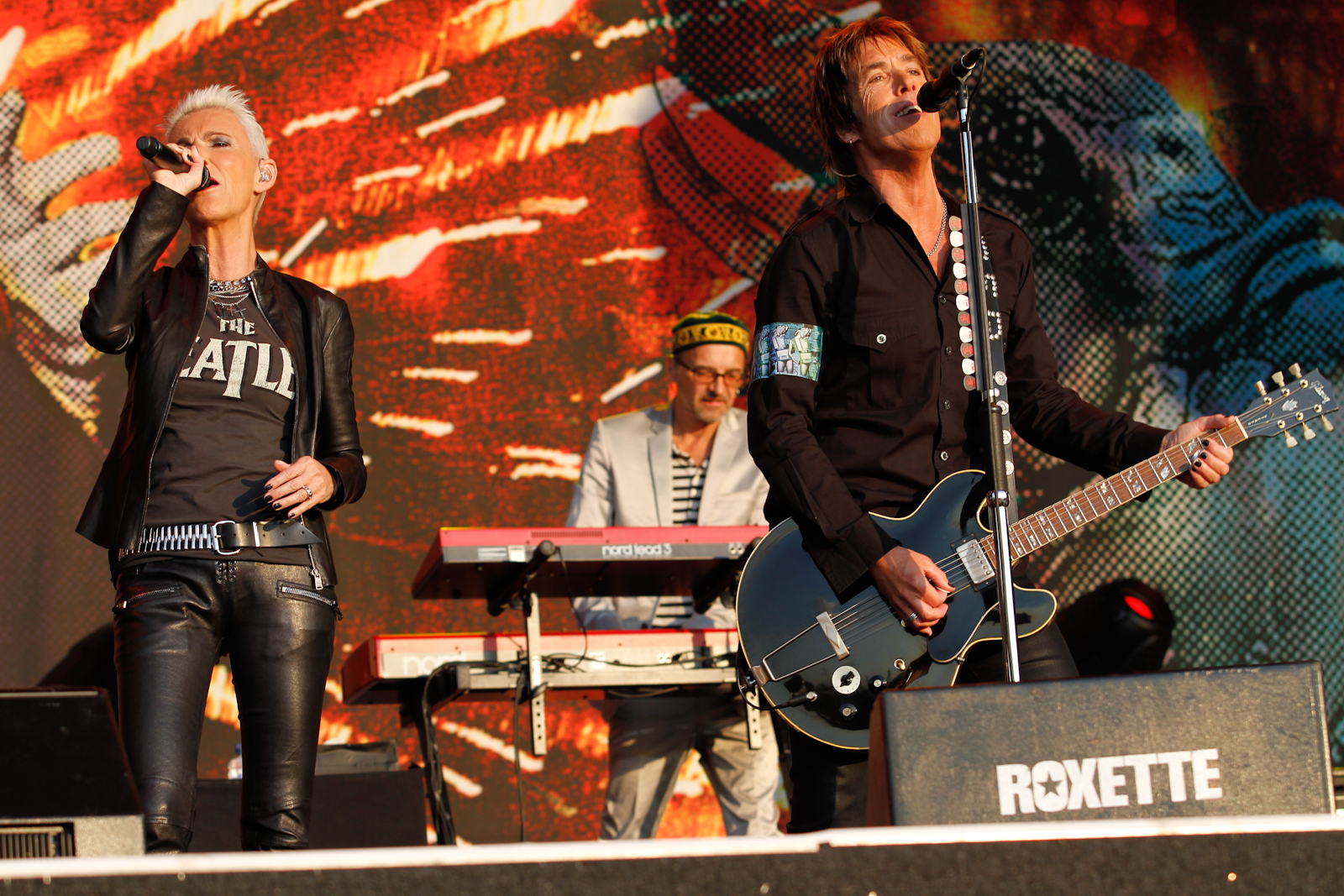
Roxette, 2011
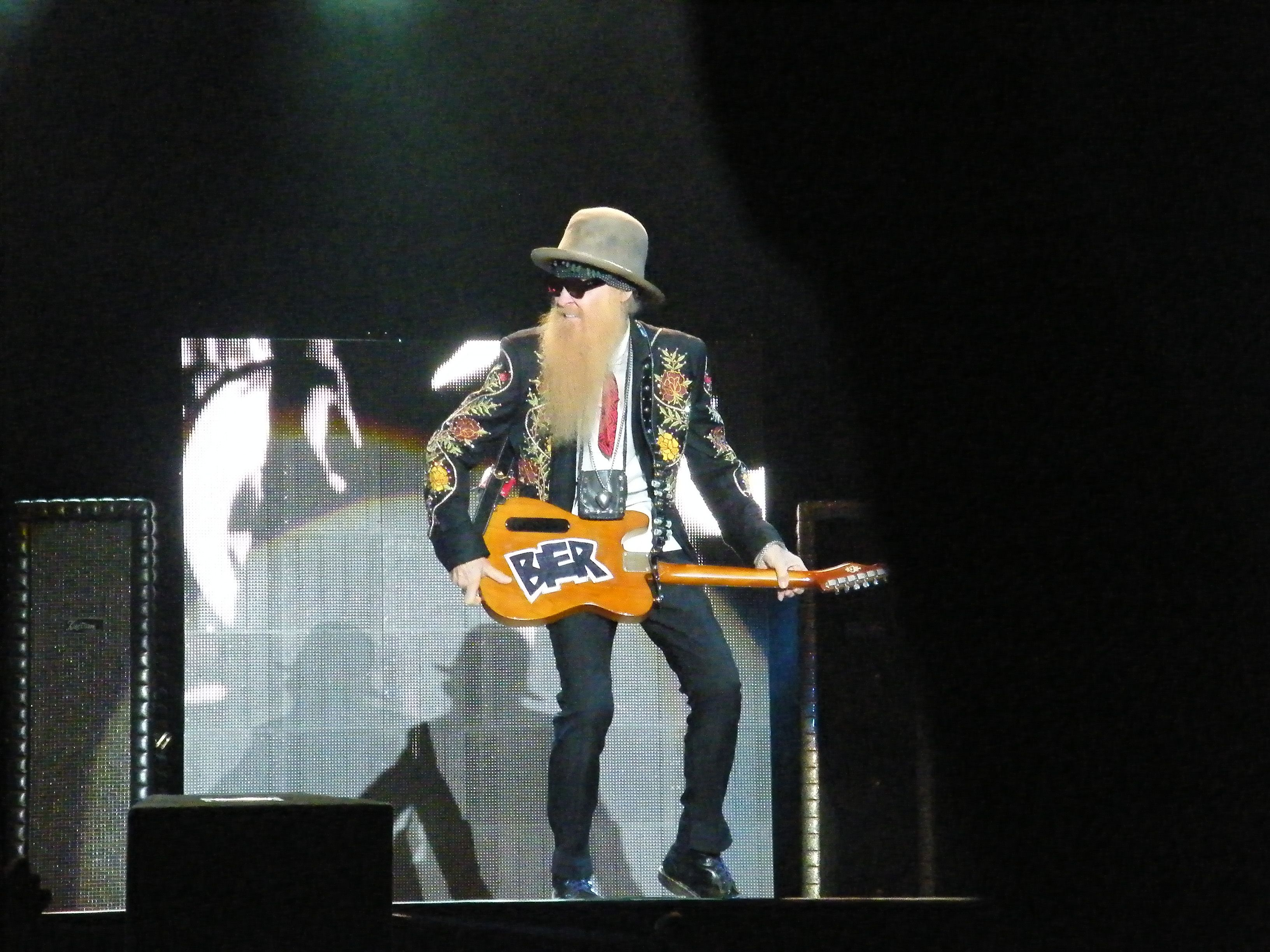
Billy Gibbons van ZZ Top in 2013